# Spore

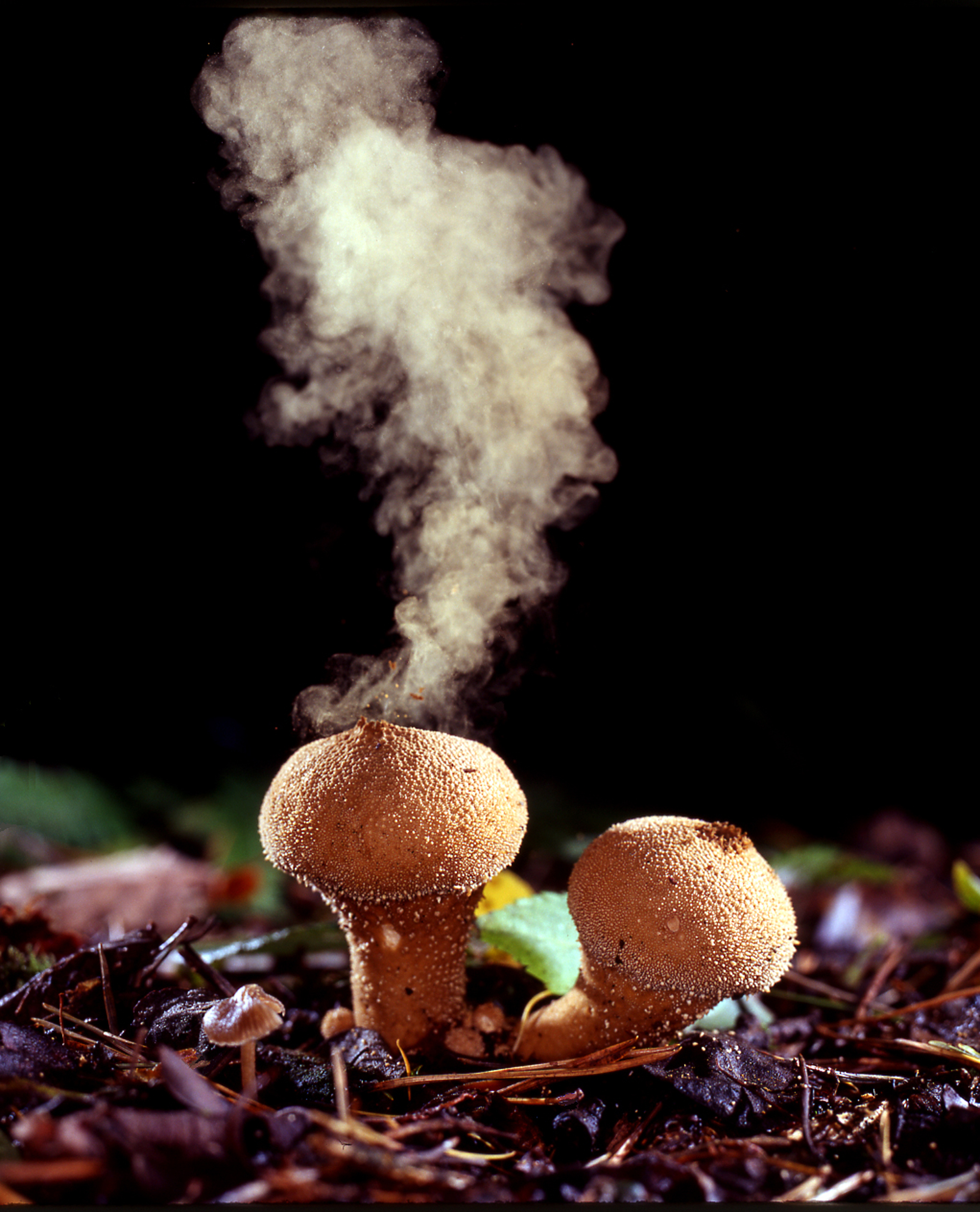
Een sporenwolk uit de parelstuifzwam (Lycoperdon perlatum)

Een spore (Oudgriekse σπορά, sporā, zaad), zelden ook spoor, is een klein, gewoonlijk eencellig reproductief lichaam dat meestal bestand is tegen uitdroging en hitte, en dat tot een nieuw organisme kan uitgroeien. Sporen worden geproduceerd door verschillende groepen organismen, zoals schimmels, algen en mossen, varens en varenachtigen en bepaalde soorten bacteriën.
Een spore bestaat uit een enkele cel die door een stevige celwand wordt omsloten. Bij reproductieve sporen wordt deze celwand in de rusttoestand taai en waterdicht. Dit maakt het de cel mogelijk om ongunstige omstandigheden, zoals temperatuurschommelingen of droogte, te overleven. Bij hun ontkieming kunnen de sporen, die ongeslachtelijk werden geproduceerd, een- of meercellige vormen aannemen die vervolgens tot geslachtelijke voortplanting van de soort kunnen bijdragen.
Veel eencellige organismen reproduceren zowel door sporenvorming als door eenvoudige mitose. Gist bijvoorbeeld plant zich zowel door sporenvorming voort als door knopvorming. Bij sommige soorten paddenstoelen hebben de sporen een dunne celwand, waardoor ze bij gunstige omstandigheden snel kunnen ontkiemen; sporen van andere paddenstoelsoorten hebben een dikker omhulsel en zijn minder gevoelig voor invloeden van buitenaf.
Een diaspore is een meercellig biologisch lichaam van planten of korstmossen dat dient voor hun verspreiding. Bij ongeslachtelijke voortplanting gaat het bijvoorbeeld om bollen of knollen. Bij geslachtelijke voortplanting gaat het bijvoorbeeld om zaden, vruchten, of plantendelen. Korstmossen planten zich ongeslachtelijk voort met sorediën, afbrekende isidiën en stukjes thallus.

## Categorisatie
Sporen kunnen op diverse manieren gerubriceerd worden, zoals moment in de levenscyclus van sporevorming of de mate van beweeglijkheid. De schimmels hebben een eigen indeling van typen van sporen.

### Type celdeling
Een indeling is naar moment van sporevorming in de levenscyclus van een organisme:
- Meiosporen zijn sporen die ontstaan bij de meiose; bij planten, zoals varens, mossen, paardestaarten;
  - Microsporen (zelden ook androsporen genoemd) zijn de mannelijke, gewoonlijk kleinere meiosporen.
  - Macrosporen (zelden gynosporen, in Engelstalige literatuur: megaspore) zijn de vrouwelijke, gewoonlijk grotere meiosporen.
  - Tetrasporen: de bij roodwieren in tetraden gevormde meiosporen (de sporen liggen in twee ongeveer haaks op elkaar staande paren, als op de hoekpunten van een regelmatig viervlak of tetraëder).
- Mitosporen zijn sporen die ontstaan bij de mitose
  - Carposporen: mitosporen van roodwieren, geproduceerd in een cystocarp.

### Beweeglijkheid
Een andere indeling, naar beweeglijkheid:
- Zoösporen (ook planosporen) kunnen zich middels een of meerdere flagellen bewegen. Dit komt voor bij sommige soorten algen.
- Aplanosporen kunnen zich niet bewegen, maar er kan zich een zweepstaartje vormen.
- Autosporen kunnen niet bewegen en vormen geen zweepstaartje.
- Ballistosporen worden actief afgescheiden door het vruchtlichaam van een schimmel (paddenstoel).
- Statismosporen worden niet actief afgescheiden van het vruchtlichaam van een schimmel (zie Lycoperdaceae).

### Rust
Een andere indeling is de volgende:
- Endospore, rustend stadium in de levenscyclus van sommige soorten bacteriën.
- Chlamydosporen (Chlamydia) zijn rustende sporen met een dikke buitenlaag bij paddenstoelen.
- Zygosporen zijn rustende sporen met een dikke wand, die ontstaan uit hypnozygoten; bij lagere schimmels die door geslachtelijke voortplanting worden geproduceerd en tot conidioforen kunnen leiden.

### Schimmels
Bij schimmels worden, afhankelijk van de groep van schimmels en de fase van de groei van de schimmel, verschillende typen schimmelsporen onderscheiden, zoals aeciosporen, conidiosporen en pycnosporen.
- Meiosporen:
  - ascosporen (n), gevormd door asci
  - basidiosporen (n), gevormd door basidia
- Mitosporen:
  - pycnosporen (n), gevormd door pycnidia
  - conidiosporen (n), gevormd door conidia
  - teliosporen (n+n), gevormd door telia
  - urediniosporen (n+n), gevormd door uredinia

## Voorbeelden
De volgende afbeeldingen tonen de positie van sporen in de levenscyclus van enkele organismen.

### Meiosporen
| Sporofyt, sporangia en sporen bij Embryophyta | Sporofyt, sporangia en sporen bij Embryophyta | Sporofyt, sporangia en sporen bij Embryophyta | Sporofyt, sporangia en sporen bij Embryophyta |
| Sporangia per sporofyt                        | Iso- en hetero- sporangiaat                   | Iso- en heterosporie                          | Iso- en heterosporie                          |
| Sporangia per sporofyt                        | Iso- en hetero- sporangiaat                   | isospoor                                      | heterospoor                                   |
| --------------------------------------------- | --------------------------------------------- | --------------------------------------------- | --------------------------------------------- |
| monosporangiaat (isosporangiaat)              | monosporangiaat (isosporangiaat)              | levermossen, mossen, hauwmossen               |                                               |
| poly- sporangiaat                             | iso- sporangiaat                              | Lycopodophyta p.p., Pteridophyta              | Selaginella, Salviniaceae, Marsileaceae       |
| poly- sporangiaat                             | hetero- sporangiaat                           |                                               | "zaadvarens", Spermatophyta                   |

Meiosporen komen onder andere voor bij Embryophyta (landplanten). Meiosporen worden door meiose gevormd in sporangia (sporendoosjes) op de sporofyt. De mannelijke sporen van Embryophyta ontwikkelen zich binnen de sporewand verder tot stuifmeelkorrels en hebben dan enkele celkernen. Stuifmeelkorrels kunnen daardoor niet worden gelijkgesteld met microsporen.

#### Varens

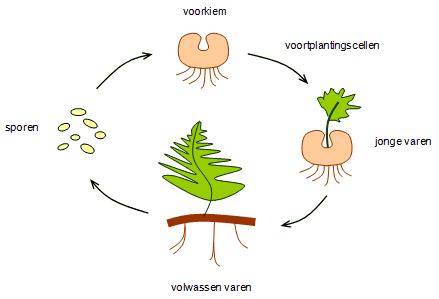
Schema levenscyclus bij varens

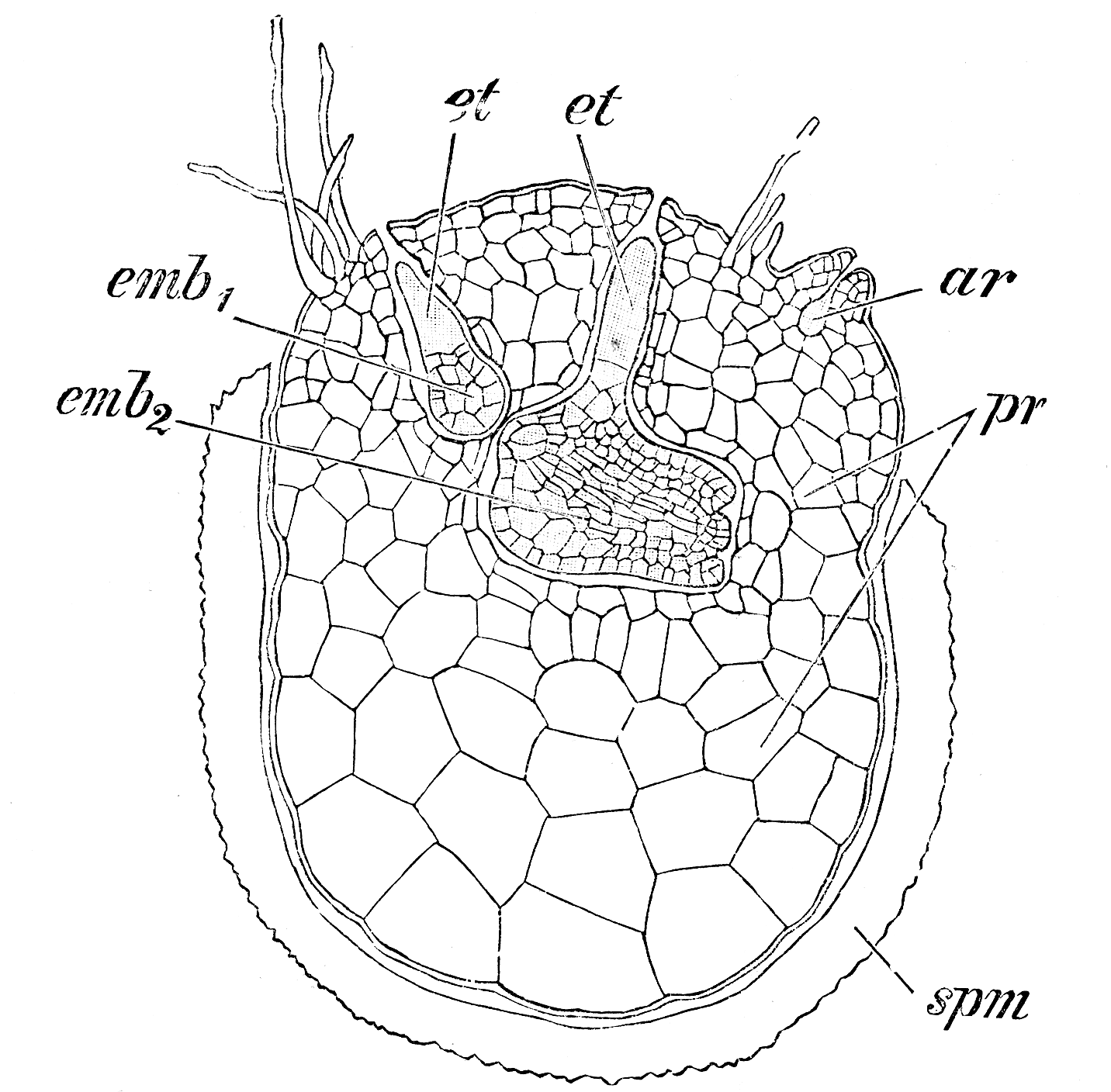
Kiemende macrospore van Selaginella martensii met
spm: sporewand
pr: macroprothallium
ar: onbevrucht archegonium
emb1 en emb2: embryo's

Varens zijn overblijvende planten. Jonge bladeren ontspringen uit de wortelstok en zijn aan de top opgerold. Aan de onderzijde of aan de rand van de bladeren zitten de sporenhoopjes met de sporendoosjes. Door middel van meiose vormt de varen haploïde sporen.
Uit een spore ontstaat niet direct een varenplant, maar komt er eerst een haploïde voorkiem (prothallium), een hartvormig blaadje. Op de prothallia worden de voortplantingsorganen (antheridia en / of archegonia) gevormd, zij maken gameten (geslachtscellen) door mitose.
Onder vochtige omstandigheden vindt bevruchting plaats. Uit de zygote (bevruchte eicel) groeit een diploïde varenplant. Deze leeft eerst op de voorkiem, maar vormt later zelf wortels en gaat zelfstandig groeien.
Sommige varengroepen zijn heterospoor (anisospoor): zij hebben twee typen sporen: de mannelijke microsporen en de vrouwelijke macrosporen (ook wel megasporen). Hier groeien uit de microsporen, nog binnen hun sporewand, de mannelijke microprothallia met hun antheridia, en uit de macrosporen, nog binnen hun sporewand de vrouwelijke macroprothallia met hun archegonia.
Bij het geslacht paardenstaart (Equisetum) hebben de mannelijke en vrouwelijke sporen een gelijke vorm en grootte. Mannelijke sporen ("androsporen") vormen echter mannelijke prothallia, vrouwelijke ("gynosporen") vormen vrouwelijke prothallia.

#### Mossen
Bij mossen is de generatiewisseling enigszins vergelijkbaar. In de archegonia en antheridia vormt de mosplant de geslachtscellen (gameten).
Uit de bevruchte eicel ontstaat dan een diploïde sporogoon (een steel met een sporendoosje), afgedekt met een mutsvormig huikje (calyptra). In het sporendoosje worden door meiose de haploïde sporen gevormd. Bijna alle mossoorten zijn homospoor (isospoor): de sporen hebben een gelijke vorm en afmetingen.
Enkele mossoorten (zoals enkele soorten behorend tot de Gaffeltandmossen) zijn heterospoor. Uit de macrosporen groeien de vrouwelijke planten, uit de microsporen groeien dwergmannetjes.
Uit een spore ontstaat een draadvormige, haploïde voorkiem (protonema), waaruit een of meer nieuwe haploïde mosplantjes groeien. Op de mosplantjes groeien de voortplantingsorganen.

### Bacteriën
Sommige bacteriën produceren endosporen, die heel lang kunnen overleven en bestand zijn tegen chemische (ontsmettingsmiddelen, maagzuur) en fysische (druk, temperatuur) invloeden. Miltvuursporen zouden tot 50 jaar in de bodem kunnen overleven. Bij het eenvoudig begraven van met miltvuur besmette kadavers zal de ziekte kunnen terugkeren bij dieren die er grazen. Ook niet-pathogene Clostridiumsoorten vormen sporen die schuimlever veroorzaken bij runderkarkassen.